# Бардон, Седрик
Седрик Бардон (фр. Cédric Bardon, род. 10 января 1976, Лион, Франция) — французский футболист, полузащитник. Выступал за французские клубы «Олимпик Лион», «Ренн», «Генгам» и «Гавр», болгарский «Левски», израильский «Бней Иегуда» и кипрский «Анортосис».

## Биография
Начал футбольную карьеру в родном Лионе, в котором провёл шесть лет. Вызывался во французские сборные различных возрастов, показывая неплохую результативность.
В 2005 году подписал контракт с первым своим зарубежным клубом, «Левски». В составе болгарской команды участвовал в Кубке УЕФА 2005/2006, добравшись до четвертьфинала и Лиге чемпионов 2006/2007, где команда заняла последнее место на групповом этапе с нулём набранных очков.
После недолгого пребывания в Израиле, летом 2008 года подписал контракт с кипрским «Анортосисом», в составе которого так же принял участие в Лиге Чемпионов, где отличился голом в ворота миланского «Интера» (игра закончилась со счётом 3-3).
В 2009 вернулся в «Левски», ещё через год возвратился на родину, где и завершил карьеру в 2011 году.